# تو درستی
«حق با توئه» (به انگلیسی: You Right) ترانه‌ای از رپر و خوانندهٔ آمریکایی دوجا کت و خواننده-ترانه‌پرداز کانادایی د ویکند از سومین آلبوم استودیویی دوجا کت، پلنت هر می‌باشد. این ترانه از سوی کموساب و آرسی‌ای رکوردز در ۲۵ ژوئن ۲۰۲۱ به‌عنوان دومین تک‌آهنگ آلبوم، که روز منتشر شدن آلبوم بود، منتشر شد.